# Зоряна брама: Всесвіт
«Зоряна брама: Всесвіт», скор. ЗБВ (англ. Stargate Universe або англ. SG•U) — канадсько-американський військовий науково-фантастичний телесеріал 2009—2011 рр., третя частина франшизи Зоряних брам медіа-компанії MGM після т/с «Зоряна брама: SG-1» і «Зоряна брама: Атлантида».
Сюжет розгортається навколо пригод сучасної багатонаціональної розвідувальної команди, що подорожує на космічному кораблі зниклої цивілізації Древніх «Доля» за багато мільярдів світлових років від Чумацького Шляху. Вона евакуювалась туди і шукає спосіб повернутися на Землю, одночасно намагаючись досліджувати і вижити в невідомій області Всесвіту. Серіал створили Бред Райт і Роберт Купер, прем'єра якого в США відбулася на телеканалі Syfy 2 жовтня 2009 року. «Зоряна брама: Всесвіт», у першу чергу, був знятий в околицях Ванкувера, Британська Колумбія, Канада. Другий сезон з 20 епізодів Syfy оголосив в грудні 2009-го. Перші 10 епізодів другого сезону були показані в Сполучених Штатах 28 вересня 2010 року, а останні десять — починаючи з 7 березня 2011-го. 16 грудня 2010 року Syfy оголосив, що продовження серіалу на третій сезон не буде.
Спочатку для закінчення сюжетної лінії ЗБВ були заплановані зйомки фільму, проте через брак часу сценарист і виконавчий продюсер Бред Райт 17 квітня 2011 року оголосив, що кінцевий фільм ЗБВ зніматися не буде.
Трансляція в Україні здійснювалася каналом К1.
Існує серія коміксів, сюжет якої розгортається після закінчення другого сезону, проте оригінальні творці та сценаристи не брали участі в її створенні.

## Сюжет
Командування зоряних брам керує новим проєктом «Ікар» у віддаленій зоряній системі. Місцева Зоряна брама живиться металом наквадрією (англ. naquadria), родовища якого присутні по всьому ядру планети. Наукова команда під керівництвом доктора Ніколаса Раша постулює, що енергія від цього ядра може дозволити їм використовувати таємничий дев'ятий шеврон в пристрої набору Зоряної брами, що гіпотетично відкриє їм доступ до місць у Всесвіті настільки далеких, де ще не бувало людство. Проте для вирішення проблеми — перекладу письмен Древніх — яким чином правильно набрати необхідну комбінацію, не вистачає ні часу, ні коштів, ні інтелекту. Тоді доктор Раш проєктує спеціальну відеогру, популярну на всій планеті Земля, щоб знайти блискучих інтелектуалів для вірної інтерпретації поміщеної в грі загадки, яку вдало вирішує 25-річний Ілай Воллес, молодий геній-математик. Ілая примусово забирають на космічний корабель «Генерал Хаммонд», зорельот класу «Дедал», за допомогою телепорту, а потім привозять на військову базу в обмін на пропозицію оплатити лікування його хворої матері. Контингент почесних гостей на борту «Хаммонда» включає в себе, в тому числі, сенатора Армстронга, який фінансує проєкт «Ікар», і його дочку Хлою. Вони знайомляться з військовим персоналом бази на чолі з полковником Евереттом Янгом, полковником Девідом Телфордом, лейтенантами Меттью Скоттом, Тамарою Йохансен і майстер-сержантом Рональдом Гріром.
Ілай і доктор Раш працюють разом, щоб знайти спосіб набрати дев'ятий шеврон, але незабаром база піддається нападу членів Люцианського Альянсу. Полковник Телфорд допомагає відбивати повітряний напад кораблів з «Хаммондом», в той час як база починає набирати координати Землі, виявивши, що активна та деструктивна зона планети ось-ось вибухне. Доктор Раш розуміє, що вибухова хвиля буде слідувати за ними через базу на Землю, і замість цього набирає комбінацію з дев'ятим шевроном, успішно відкриваючи червоточину. Уцілілі члени бази «Ікар» тікають від катастрофи через портал до вибуху планети. Вцілілі земляни розуміють, що опинилися в складній ситуації та смертельній небезпеці: вони знаходяться на борту старого покинутого корабля, сконструйованого Древніми; на борту обмаль кисню, води, провізії, енергії, а сама «Доля» розвалюється на шматки. Людей охоплює паніка і відчай, але вісімдесят виживанців намагаються з усієї сили знайти способи вирішення найскладніших проблем, зокрема, сенатор Армстронг отримує смертельну травму і жертвує собою, щоб запечатати витік повітря в одному з відсіків «Долі».
Оскільки перша частина команди працює над тим, щоб зробити корабель більш-менш життєпридатним і безпечним, друга у складі доктора Раша, Ілая й інших науковців починають розуміти функцію «Долі». Розміщення брам у галактиках за допомогою інших кораблів було початковим етапом експерименту Древніх. Другим етапом мало стати дослідження кораблем тих світів, на яких під час попереднього етапу розміщені брами. Пізніше з'ясовується, що головна місія — вивчити реліктове випромінювання, яке містить у собі складно структурований сигнал штучного характеру і приховує таємницю створення Всесвіту. Однак, почавши експеримент мільйони років тому, Древні так і не довели його до кінця через своє Вознесіння.
Екіпаж може залишатися в контакті з Землею через камені зв'язку, команда продовжує свою місію вивчення цієї галактики, паралельно шукаючи спосіб повернутися додому. На тлі вищесказаного відбуваються конфлікти між військовими і цивільними, екіпаж пересікається з небезпеками в незнайомому куточку Всесвіту, розкриваються особисті таємниці землян на любовному та сімейному поприщі, плетуться інтриги і показується хоробрість дослідників перед невідомим.

### Перший сезон

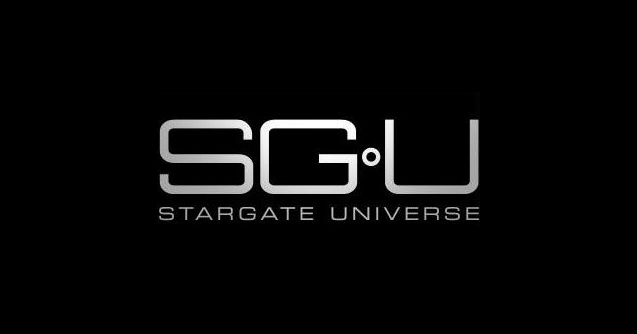
Заставка серіалу.

Ілай Воллес опиняється на базі «Ікар», де знайомиться з її персоналом. Під час нападу Люцианського союзу вчений Ніколас Раш активовує дев'ятий шеврон Зоряної брами, який через вибух наквадрії отримує досить енергії для роботи. Втікачі з «Ікару» опиняються на кораблі Древніх «Доля». Будучи в скрутних умовах, вони стикаються з нестачею повітря і загальною зношеністю корабля. Але на курсі «Долі» виявляються планети із Зоряними брамами, біля яких корабель автоматично зупиняється на певний час. Це дозволяє новому екіпажу «Долі» поповнити запаси. Згодом вдається знайти комунікаційні камені Древніх та повідомити командуванню про останні події.
Тим часом корабель починають переслідувати іншопланетяни, увагу яких було випадково привернуто. На «Долі» плетуться інтриги, персонажі підозрюють, що серед них є агенти Люцианського союзу. Союз прагне заволодіти технологіями і знаннями Древніх і підриває одну з планет Чумацького Шляху, багату наквадрією, завдяки чому засилає крізь тамтешню Зоряну браму свої війська на «Долю».

### Другий сезон
Напад Люцианського союзу вдається відбити, а Ніколас Раш таємно знаходить місток «Долі». Розуміючи значимість кінцевої цілі, він не змінює курсу корабля суттєво, попри можливості, які б це відкрило. Згодом «Доля» стикається з автоматичними кораблями-установниками Зоряних брам. На шляху виявляються дрони, які починають переслідувати «Долю».
Через часовий парадокс виникає двійник корабля Древніх, з якого вдається добути деталі для ремонту «Долі». Тим часом на Землі розробляється план повернути загублених. Для цього доводиться піти на переговори з цивілізацією, рідна планета якої має багато наквадрії, але план зривається. Екіпаж «Долі» натрапляє на сліди цивілізації, що походить від їхніх двійників, породжених парадоксом. Дрони ж продовжують переслідування і не дають зупинятися біля планет. Як наслідок припасів лишається обмаль.
Екіпаж приймає рішення скористатися стазисними капсулами Древніх на борту і перебути подорож до наступної галактики в анабіозі. Людям вдається знайти матеріали для їх ремонту та заснути на час трирічного польоту в міжгалактичному просторі. Для Ілая не виявляється справної капсули, він лишається чекати закінчення подорожі наодинці.

## Ролі

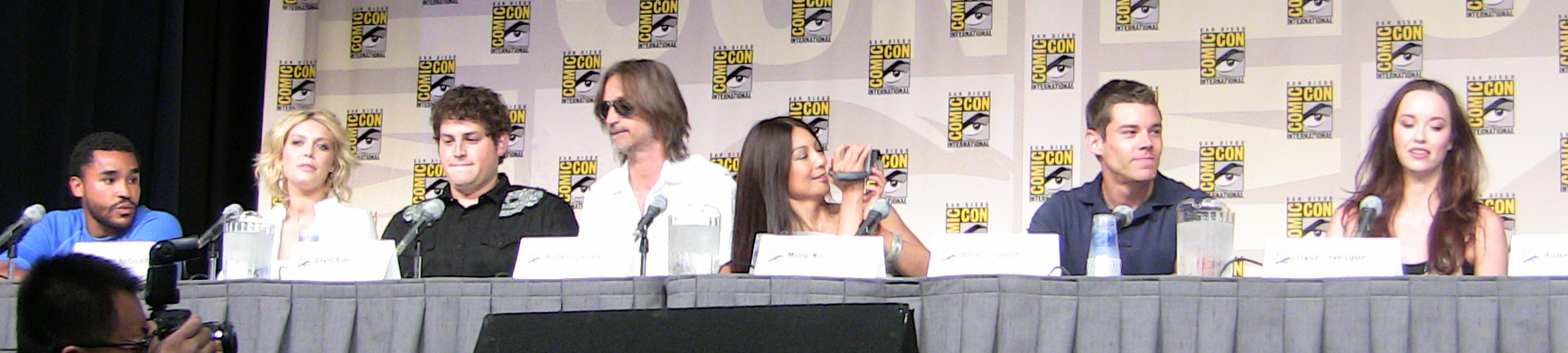
Актори телесеріалу на Panel Comic Con 2009

- Роберт Карлайл у ролі Ніколаса Раша — блискучий науковець, якого продюсер Йосип Малоцці вперше згадав у своєму блозі в середині листопада 2008 року як доктора Девід Раш. Екіпаж судна вірить, що Раш втрачає свій розум, проте він завжди діє з розумом. Карлайл пояснив в інтерв'ю, що після того як Раш втратив свою дружину, яка померла від раку, він став сконцентрованим лише на можливості досліджувати галактику. Малоцці з часом виправив сценарій і в середині грудня 2008 року зазначив, що «Раш — не лідер незапланованих експедиції». Ця честь припадає на полковника Еверета Янга.
- Луїс Феррейра у ролі Еверетта Янга — описаний у початковому сценарії як «красивий, справжній лідер команди SG за 40, хто має звання полковника». Він є «як Джек О'Нілл десять років тому», але має чіткі краї. На початку ЗБВ він був одружений протягом приблизно п'яти років і є тимчасовим командиром команди. Янг — це Немезида Раша на кораблі.
- Брайан Дж. Сміт у ролі Меттью Скотта — досвідчений 26-річний і добре підготовлений пілот і молодший член команди Зоряних Брам у званні старшого лейтенанта. Він є «психічно неготовим до гострих ситуацій» на борту корабля.
- Актори телесеріалу на Panel Comic Con 2009

## Місце дії

Корабель «Доля»

За словами Роберта Купера, серіал «Зоряна брама: Всесвіт» зберігає дух «Зоряних брам», але відкриває повністю «новий всесвіт». Це — повністю окрема, незалежна реальність, на відміну від серіалу «Зоряна брама: Атлантида», який створювався як спін-оф оригінального серіалу. Продюсер Джозеф Маллоззі запевнив, що «Всесвіт» не тільки захопить старих фанатів, але також приверне нових, і їм не обов'язково буде вміти розрізняти Альтеран і Асуран. Міцно стоячи на міфології «Зоряної брами», серіал «Зоряна брама: Всесвіт» виразно породжує новий і захопливий напрямок.
Події третьої епопеї, як і в попередніх двох серіалах про «Всесвіт „Зоряних брам“», як і раніше, відбуваються у наш час. Однак цього разу дія була перенесена на космічне судно, що колись було частиною експерименту Древніх з розповсюдження у Всесвіті мережі Зоряних брам. Установка Брам у безлічі галактик (за допомогою іншого корабля) було початковим етапом цього експерименту. Другим етапом, за планами Древніх, повинно було стати дослідження кораблем «Доля», на який потрапили герої серіалу, тих світів, на яких у ході попереднього етапу були розміщені Брами. Але у другому сезоні серіалу з'ясовується, що головна місія — вивчити реліктове випромінювання, яке як виявилося носить штучний характер і приховує таємницю створення Всесвіту. Однак, почавши експеримент мільйони років тому, Древні так і не довели його до кінця через своє вознесіння.
Серіал починається з того, що таємничий дев'ятий шеврон переносить команду дослідників з позаземної станції Ікар на безпілотне судно Древніх із назвою «Доля» (англ. Destiny), де з'ясовується, що повернення на Землю немає. У ході серіалу команді належить пристосуватися до життя на борту судна, що несе їх у далекі куточки Всесвіту по прокладеному Древніми курсу.
Девід Блу не був випадковим актором у третій частині науково-фантастичної франшизи «Зоряна брама». Насправді Девід уважно спостерігав за кожним епізодом т/с «Зоряна брама: SG-1» (1997) і «Зоряна брама: Атлантида» (2004). Він визнав, що «бути частиною „Всесвіту“ для нього — це не тільки гордість, але і величезна відповідальність у кожній сцені». Бред Райт навіть пожартував перед аудиторією в 2009 році на San Diego Comic Con: «З Девідом ми отримали не тільки актора, але й технічного консультанта для нашого шоу».

## Виробництво

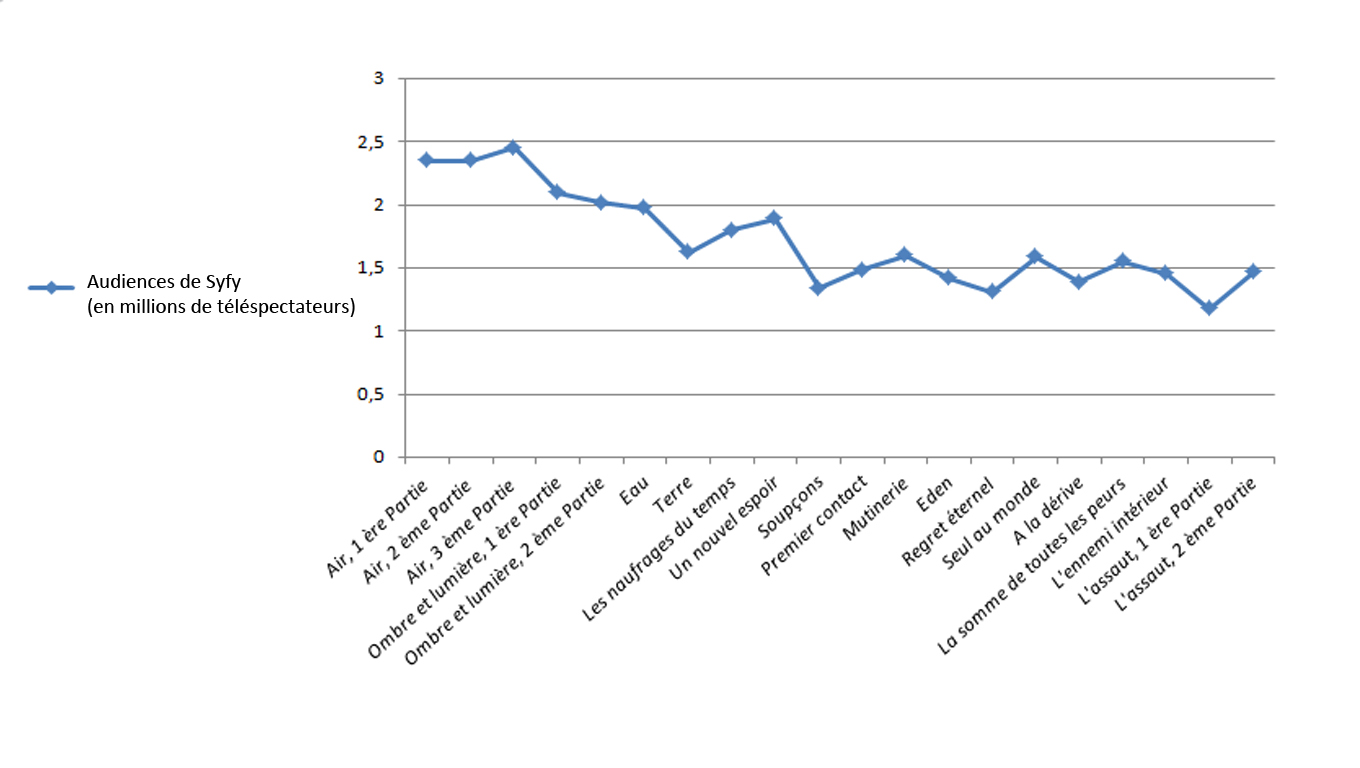
Рейтинги першого сезону на Syfy.

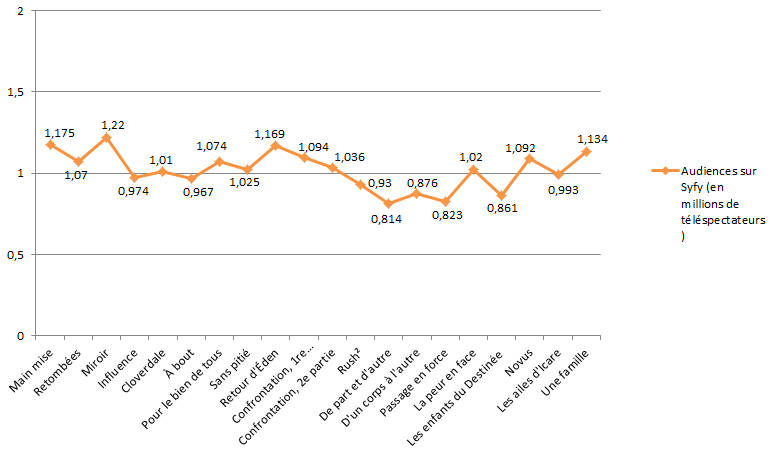
Рейтинги другого сезону на Syfy.

Спочатку планувалося, що сценарій до пілотного епізоду буде написаний продюсерами Бредом Райтом і Робертом Купером влітку 2007 року, і вже у 2008 року відбудеться прем'єра. За прогнозами датою початку зйомок мало стати 4 лютого 2009 року. Телешоу знімалося в студії Брідж, що знаходиться недалеко від Ванкувера в Британській Колумбії.
Протягом усього періоду зйомок, незважаючи на запевнення авторів, сама концепція серіалу піддавалася постійній критиці. Внаслідок цього актори і автори проєкту змушені робити постійні заяви про пом'якшення цих позицій. Однак фрагменти та інформація, що просочилися про серіал, наводили багатьох на думки про його схожість з серіалом Зоряний крейсер «Галактика».
Костюми, які використовуються в 6 епізоді, такі ж, як і ті, що використовуються азгардами-ренегатами у т/с «Зоряна брама: Атлантида» (5/11, «Загублене плем'я»). Просто в них різні шоломи.
У 7 серії, коли Ілай знайомиться з мамою, він каже, що його ім'я — Філіп Джей Фрай. Так звуть персонажа з м/с «Футурама».

### Неточності
У багатьох сценах з космічним кораблем «Доля» виробляє великий шум, але в космічному просторі через відсутність повітря шум не повинен бути чутим.
Команда в 6 серії використовує плазмовий різак для розрізання льоду. Насправді плазмовий різак призначений для різання металу, тому так він ніколи не буде працювати на льоду.
13 серія. Люди на планеті спілкуються по радіо з людьми на кораблі без будь-яких затримок. Там буде присутня помітна затримка, навіть, якщо корабель знаходиться настільки близько, як Місяць до Землі, а «Доля», скоріше за все, знаходиться набагато далі від планети. Тому там повинна бути затримка, принаймні, у декілька хвилин.

## Епізоди
Епізоди серіалу «SG•U» в сенсовому плані є як і самостійними, так і частинами однієї історії, яка розбита на декілька серій. У порівнянні з попередніми серіалами, що засновані на всесвіті Зоряних брам, в цьому більше сценарних ідей, які розповсюджуються на весь сезон, та більше дійових осіб. Бред Райт сподівався, що серіал буде мати три або більше сезони (перший та другий сезон складаються з 20 епізодів), але в підсумку серіал тривав два сезони і закінчився відкритим фіналом.

## Супутня продукція
Попри закриття серіалу, його сюжет було продовжено в коміксі «Back to Destiny», що виходив у 2017—2018 роках і налічує 6 випусків.
Ілай, намагаючись поремонтувати свою стазисну капсулу, тимчасово пробуджує кількох членів екіпажу. Разом їм не вдається виконати ремонт, натомість команда знаходить спосіб зібрати додаткову енергію в космічному просторі, щоб виграти Ілаю ще 10 тижнів. Не втрачаючи надії поремонтувати капсулу, Ілай стикається з групою незнайомців. Це виявляються Древні, котрі через несправність опинилися в стазисі на борту «Долі» ще в часи проєктування Атлантиди. Зореліт вдається полагодити й повернути на належний курс. Люди вирішують продовжити подорож разом із Древніми, щоб побачити мету польоту «Долі».

## Сприйняття

### Оцінки й відгуки
Оцінка телесеріалу на сайті IMDb — 7,7/10 на основі 38 043 голосів. Перший сезон має 61 бал зі 100 на Metacritic, тоді як другий — 58.
Джоанна Вайс у Boston Globe писала, що «Всесвіт» нагадує серіал «Загублені» в його кращі часи. Акцент робиться на персонажах, у багатьох з яких таємниче минуле, та величних темах. Сам корабель «Доля» постає одним з персонажів, причому навіть цікавішим за деяких людей. За висновком критика, «Всесвіт» — це не такий амбітний серіал, як попередні, але інтригуючий.
Генк Стювер у The Washington Post відгукнувся про серіал як «„Загублені“, що зустріли „Зоряний шлях: Вояджер“». За його словами, «Всесвіт» надто багато запозичує зі знаменитої кінофантастики: від «Чужого» та «Зоряних воєн» до «Зоряного шляху» та «Зоряного крейсера „Галактика“».

### Нагороди та номінації
Телесеріал отримав 3 нагороди «Еммі», 8 інших перемог і 24 номінації.